# 호흡의 서
호흡의 서(呼吸의 書, Books of Breathing)는 고대 이집트 말기왕조시대와 로마제국시대에 파피루스나 피혁에 상형문자로 기록된 주요한 장례문헌중 하나이다.

## 같이 보기
- 이집트 신화
- 사자의 서
- 관문의 서
- 아브라함의 서

## 참고 문헌
- The Ancient Egyptian Books of the Afterlife, Erik Hornung, David Lorton (translator), 1999, Cornell University Press